# Миодушевские
Миодушевские (пол. Mioduszewski) — дворянский род.
Предок сего рода, Пётр Миодушевский, владел населёнными имениями в Бельском увзде, Гродненской губернии, перешедшими в 1754 году во владение сына его, Антона, и впоследствии к двум сыновьям последнего, Мартыну и Петру, который в 1769 году продал доставшиеся по наследству ему имения.
Определением Правительствующего Сената, состоявшимся 24 ноября 1848 года, утверждено постановление Волынского дворянского депутатского собрания от 13 августа того же года, о внесении в шестую часть дворянской родословной книги потомства Петра Антоновича Миодушевского.

## Описание герба
В червлёном щите золотая хоругвь с тремя концами, с золотой бахромой, увенчанная золотым крестом с широкими концами.
Щит увенчан дворянским коронованным шлемом. Нашлемник: три страусовых пера, из коих среднее — золотое, а крайние — червлёные. Намёт: червлёный с золотом. Герб Миодушевского внесён в Часть 13 Общего гербовника дворянских родов Всероссийской империи, стр. 44.